# Vitgumpad siska
Vitgumpad siska (Crithagra leucopygia) är en fågel i familjen finkar inom ordningen tättingar.

## Utseende och läte
Vitgumpad siska är en liten (10–11,5 cm) fink med konformad näbb och, som namnet avslöjar, en tydlig vit övergump. Fjäderdräkten i övrigt är i stort sett enfärgat ljust grå brun, med brunare fläckare och streck på ovansidan samt ett ljusbeige vingband. Undersidan är gråaktig eller beigefärgad från haka till bröst, något brunfläckad på strupe och bröst, medan resten av undersidan är vitaktig. Lätet är okänt, sången en serie med dämpade men behagliga och klara visslingar och drillar.

## Utbredning och systematik
Vitgumpad siska delas in i två underarter med följande utbredning:
- Crithagra leucopygia riggenbachi – förekommer från Senegal till västra Sudan
- Crithagra leucopygia leucopygia – förekommer i östra Sudan, norra Eritrea, västra och centrala Etiopien, Sydsudan, nordostligaste Demokratiska republiken Kongo (norra ändan av Albertsjön) samt nordvästra Uganda

Vissa urskiljer även underarten pallens med förekomst i Niger.

### Släktestillhörighet
Den placerades tidigare ofta i släktet Serinus, men DNA-studier visar att den liksom ett stort antal afrikanska arter endast är avlägset släkt med till exempel gulhämpling (S. serinus).

## Levnadssätt
Vitgumpad siska hittas i låglänta torra och öppna områden, som buskmarker, savann, jordbruksmark och trädgårdar. Den ses vanligen i par eller tillsammans med andra finkar och astrilder, framför allt savannsiskan (Crithagra mozambica). Fågeln födosäker på marken och i högt gräs, på jakt efter olika sorters frön, bland annat hirs. Den häckar mellan september och mars, i södra Niger och Nigeria även i juli–augusti.

## Status och hot
Arten har ett stort utbredningsområde och en stor population med stabil utveckling och tros inte vara utsatt för något substantiellt hot. Utifrån dessa kriterier kategoriserar internationella naturvårdsunionen IUCN arten som livskraftig (LC). Världspopulationen har inte uppskattats men den beskrivs som lokalt vanlig till fåtalig.

## Namn
I burfågelsammanhang har arten kallats ädelsångare.